# Kobari Kijomicu
Kobari Kijomicu (Tokió, 1977. június 12. –) japán válogatott labdarúgó.

## Nemzeti válogatott
A japán U20-as válogatott tagjaként részt vett az 1997-es ifjúsági labdarúgó-világbajnokságon.